# Šaukėnai
 Šaukėnai   est un village de l'Apskritis de Šiauliai en Lituanie. En 2001, la population est de 721 habitants.

## Histoire
Le 31 juillet 1941, 273 à 300 juifs du villages sont assassinés dans une exécution de masse perpétrée par un Einsatzgruppen d'allemands et de nationalistes lituaniens. Les victimes étaient principalement des hommes. Les femmes et les enfants sont conduits à Žagarė où ils seront enfermés dans le ghetto de la ville.